# Cans et Cévennes
Cans et Cévennes – gmina we Francji, w regionie Oksytania, w departamencie Lozère. W 2013 roku liczba ludności na terenie obecnej gminy wynosiła 278 mieszkańców. Przez gminę przepływa rzeka Tarnon. 
Gmina została utworzona 1 stycznia 2016 roku z połączenia dwóch wcześniejszych gmin: Saint-Julien-d’Arpaon oraz Saint-Laurent-de-Trèves. Siedzibą gminy została miejscowość Saint-Laurent-de-Trèves.